# マクシム・マルチェンコ
マクシム・ミハイロヴィッチ・マルチェンコ（ウクライナ語:Максим Михайлович Марченко、1983年2月10日 - ）は、ウクライナの政治家、軍人である。ウクライナ陸軍大佐。2022年3月1日から2023年3月15日までオデーサ州知事を務めた。

## 経歴
マクシム・マルチェンコは、1983年2月10日にドネツィク州スラヴャンスクで生まれた。2005年にハルキウ陸軍機甲学校を卒業後、イワン・チェルニャホフスキー記念ウクライナ国防大学校指揮幕僚研究所で学んだ。

### ドンバス戦争
2014年4月12日、故郷スラヴャンスクが親ロシア派の分離主義勢力に占拠された。マルチェンコはスームィ州のアフトゥイルカ市付近で国境警備に当たっていた。ホルリウカで最初の戦闘となり、以後東部戦線で活躍した。この戦争は、明確な前線がなく、部隊の責任範囲が100kmに達することもあることが最大の困難だと語った。
2015年から2017年まで、ウクライナ軍の突撃大隊の一つである第24独立突撃大隊（アイダール大隊）司令官を務めた。
2017年、第92独立機械化旅団の副司令官に就任した。
2019年4月、大佐に昇格した。

### オデーサ州知事
2022年のロシアのウクライナ侵攻を受け、3月1日、セルヒイ・ヒリネヴェツキーの後任としてオデーサ州知事に就任した。3月15日、マルチェンコは副知事にアナトリー・ヴォロカエフを任命した。同日、マルチェンコはベルナール＝アンリ・レヴィとオデーサで会談した。
4月14日、ロシア黒海艦隊の旗艦モスクワで火災発生後に弾薬が爆発し、同艦が「重大な損傷」を被ったことを受け、マルチェンコはメッセージアプリのテレグラムで、「ネプチューンミサイルがロシア艦に重大な損傷を与えた。ウクライナに栄光あれ！」と投稿した。4月27日、オデーサ地方のドニエストル川河口に架かる橋が、ロシアによる度重なるミサイル攻撃により運用停止になり、修復作業が進められていると述べた。
2023年3月15日、オデーサ州知事を解任された。